# 日博梅
日博梅（法語：Gibeaumeix，法語發音：[ʒibomɛ]）是法国默尔特-摩泽尔省的一个市镇，属于图勒区。

## 地理
日博梅（48°34'55"N, 5°43'57"E）面积7.8 平方千米，位于法国大東部大區默尔特-摩泽尔省，该省份为法国东北部内陆省份，是洛林的一部分，北邻比利时、卢森堡，北起顺时针与摩泽尔省、下莱茵省、孚日省和默兹省接壤。
与日博梅接壤的市镇（或旧市镇、城区）包括：于吕夫、瓦讷勒沙泰勒、沙莱讷、里尼圣马丹、塞普维尼。

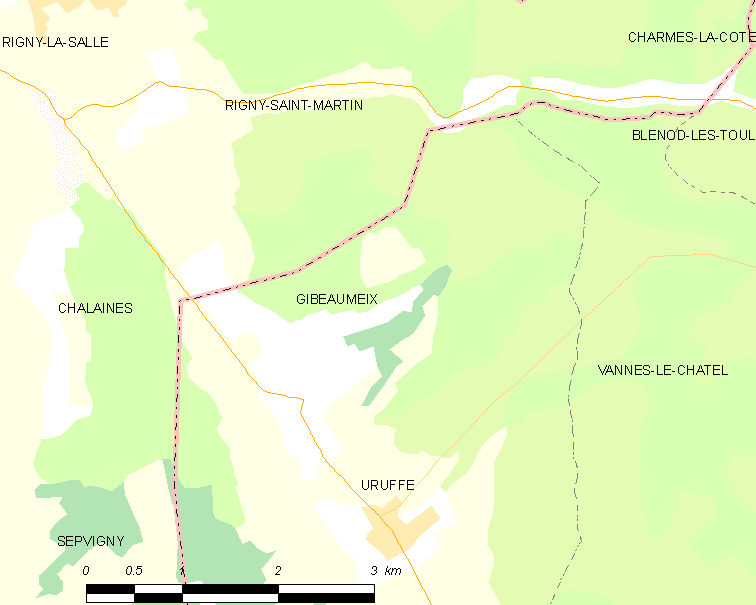
日博梅的OSM定位图

日博梅的时区为UTC+01:00、UTC+02:00（夏令时）。

## 行政
日博梅的邮政编码为54112，INSEE市镇编码为54226。

## 政治
日博梅所属的省级选区为梅讷欧桑图瓦县。

## 人口

1962-2008年间日博梅人口变化图示

日博梅于2022年1月1日时的人口数量为175人。